# История на Сицилия
Историята на Сицилия е повлияна от множество етнически групи и свидетелства, че в различни исторически периоди островът е контролиран понякога от външни сили – финикийски и картагенски, древногръцки, римски, вандалски и остготски, византийски, ислямски, нормандски, арагонски и испански, но преживява и важни периоди на независимост,
както при коренните сикани, елими и сикули, така и по-късно като графство и кралство Сицилия. Кралството е основано през 1130 г. от Рожер II, принадлежащ към норманския благороднически род Отвили. През този период Сицилия просперира и придобива политическа мощ, превръщайки се в една от най-богатите държави в цяла Европа.  В резултат на династичен брак в края на XII век кралството преминава във владение на династия Хоенщауфен. В края на 13 век избухва войната на Сицилианската вечерня (1282 – 1302) между короните на Анжу и Арагон и островът преминава към арагонската корона. През следващите векове кралството влиза в лична уния с испанската монархия и Неаполитанското кралство, запазвайки обаче значителна независимост до 1816 г. Въпреки че днес е автономен регион със специален статут на Република Италия, Сицилия притежава своя собствена отличителна култура.
Сицилия е едновременно най-големият регион на съвременна Италия и най-големият остров в Средиземно море. Централното му местоположение и природните ресурси гарантират неговото важно стратегическо значение за средиземноморските търговски пътища.  Например Цицерон и Ал-Идриси, описват съответно Сиракуза и Палермо като най-големите и красиви градове на елинския свят и на Средновековието. 
Икономическата история на селска Сицилия е свързана с нейната „латифундийна икономика“, основана на големи, някога феодални имения, насочени към отглеждане на зърнени култури и животновъдство, които се развиват през XIV век и се запазват до Втората световна война.
Понякога островът е в основата на велики цивилизации, друг път не е нищо повече от колониална провинция. Неговите съдбини често се определят в зависимост от събития извън контрола на неговите жители. В по-ранни времена е бил магнит за имигранти, а в по-късни времена – земя на емигранти.

## Праистория
Принадлежащи на коренното население на Сицилия, отдавна абсорбирани, са племена, известни на древните гръцки писатели като елими, сикани и сикули (от които островът получава името си). От тях последните пристигат най-късно и са свързани с други италиански народи от Южна Италия, като италои от Калабрия, енотри, хони, леутерни (или леутарни), оски и авзони. Възможно е обаче сиканите първоначално да са били иберийско племе. Елимите също може би произхождат извън Италия, от района на Егейско море. Неотдавнашните открития на долмени, датиращи от втората половина на третото хилядолетие пр. Хр., изглежда отварят нов поглед върху праисторическа Сицилия.
Всеизвестен факт е, че този регион премина през доста сложна праистория, дотолкова, че е трудно да се различат народите, които следват един след друг. Откроява се ясно влиянието на две култури: европейци, идващи от северозапад, например прото-келтски народи, причислявани към долменова култура, следи от която са открити и датират от неолита на бронзовата ера, и средиземноморската култура с ориенталски корени.  Сложните градски селища стават все по-разпространени към 1300 г. пр.н.е.
От 11 век пр. Хр. финикийците започват да се заселват в западна Сицилия, след като вече са основали колонии в Северна Африка. В рамките на един век се основават големи финикийски селища: Мабонат (в днешен Палермо) и Мотия (остров близо до днешна Марсала), а след нея и Кфра (днес Солунт), която е трета по големина и значение финикийска колония в Сицилия, основана около 700 г. пр.н.е. Тези три града играят важна роля в търговията с околните райони и изпълнявали ролята на надеждни пристанища за финикийските и пуническите кораби. С нарастването на могъществото на Картаген, тези селища попадат под неговия пряк контрол.

## Класическа епоха

### Гръцки период
Сицилия е колонизирана от древните гърци през VIII век пр. Хр. Първоначално селищата се ограничават до източната и южната част на острова. Първата древногръцка колония на острова е Занкле или Месена, днешен Месина, основана в 756 г. пр. Хр. (да не се бърка с древния Месена в Месения, Гърция). През следващите векове древногръцките заселници окупират не само сицилианската територия, но и тази на Южна Италия, налагайки своя език, култура и изкуство по тези места, останали известни в историята като Магна Греция.
Най-важната колония е създадена в Сиракуза през 734 г. пр. Хр. Други важни гръцки колонии са Гела (град), (днес Джела), Агридженто, Селинунт, Химера, Камарина. Тези полиси са важна част от класическата гръцка цивилизация, в която Сицилия е част от Магна Греция – и Емпедокъл, и Архимед са от Сицилия.
Тези гръцки градове се радват на дълги периоди на демократично управление, но по време на социален стрес, по-специално с постоянните войни с Картаген, от време на време тирани узурпират властта. По-известните включват: Гелон, Йерон I, Дионисий Стари и Дионисий Младши.
Тъй като гръцките и финикийските общности стават все по-гъсто населени и по-мощни, сикулите и сиканите са изтласкани към центъра на острова. Към III в. пр. Хр. Сиракуза е най-многолюдният гръцки град в света. Сицилианската политика е тясно преплетена с политическите събития в самата Гърция, например по време на Пелопонеските войни Древна Атина инициира катастрофалната Сицилианска експедиция през 415 г. пр. Хр.
В гръцката митология богинята Атина хвърля планината Айна (Етна) върху остров Сицилия и върху гиганта Енцелад (или дракона Тифон) по време на войната на гигантите срещу боговете. 
Гърците влизат в конфликт с пуническите търговци, тогава подкрепяни от Картаген, разположен недалеч от югозападния ъгъл на острова. Палермо е картагенски град, основан през VIII век пр. Хр. като  Зис или Сис (наречен „Панормос“ от гърците). Стотици финикийски и картагенски погребални обекти са открити в некропол на голяма площ из Палермо, днес застроена, южно от норманския дворец, заобиколен с огромен парк.
В далечния западен край на острова Лилибеум (сега Марсала) никога не е изцяло елинизиран. В Първата и Втората сицилиански войни Картаген завладява цялата територия на Сицилия, освен източната част, доминирана от Сиракуза. Въпреки това разделителната линия между картагенския запад и гръцкия изток се мести често през следващите векове.

### Пунически войни
Постоянната война между Картаген и гръцките градове в крайна сметка отворя вратата за възникваща трета сила. През ІІІ в. пр. Хр. кризата в Месина мотивира намесата на Римската република в сицилианските дела и води до Първата пуническа война между Рим и Картаген. В края на войната през (242 г. пр.н.е.) и със смъртта на Хиерон II цяла Сицилия с изключение на Сиракуза попада в римски ръце, превръщайки се в първата провинция на Рим извън Апенинския полуостров.
Успехът на картагенците през по-голямата част от Втората пуническа война насърчава много от сицилианските градове да въстанат срещу римската власт. Рим изпраща войски да потушат въстанията (по време на обсадата на Сиракуза Архимед е убит). Картаген за кратко поема контрола над части от Сицилия, но в крайна сметка е прогонен. Много картагенски симпатизанти са убити – през 210 г. пр. Хр. римският консул Марк Валерий Левин докладва на римския сенат, че „в Сицилия няма вече картагенци“.

### Римска провинция
През следващите 600 години Сицилия е провинция на Римската република и по-късно империя. Тази предимно селска област е важна главно с производството на зърно, което е основен източник на продоволствени доставки за град Рим до анексирането на Египет след битката при Акциум, когато губят тази роля. Империята не полага много усилия да романизира региона, който остава до голяма степен гръцки. Едно забележително събитие от този период е лошото управление на Гай Вер, на което Цицерон в 70 пр.н.е. посвещава своите обвинителни речи против Вер, In Verrem. Друго известно събитие е Сицилийската гражданска война между Секст Помпей и Октавиан Август.
Трайно следствие от римската окупация в икономически и земеделски план е създаването на големите поземлени имения – латифундии – често притежавани от римски благородници, които не живеят там.
Въпреки пренебрегвания си статут, Сицилия има принос в римската култура чрез историка Диодор Сицилийски и поета Тит Калпурний Сикул. Най-известните археологически останки от този период са мозайките от вилата на благородник в днешна Пиаца Армерина. Надпис от времето на царуването на Адриан величае императора като „Възстановител на Сицилия“, въпреки че не се знае какво е направил, за да спечели това признание.
Именно през този период е основана една от първите християнски общности в Сицилия. Сред най-ранните християнски мъченици са сицилианците Света Агата от Катания и Света Луция от Сиракуза.

## Ранно средновековие

### Германски и византийски период
Когато Римската империя започва да се разпада, Сиракуза през 280 г. е завладяна от племена на франките; впоследствие под управлението на своя цар Гейзерик Сицилия е превзета от вандалите през 440 г. Вандалите нахлуват в империята, прекосявайки Рейн през последната нощ на 406 г. с три други племена. Те достигат Галия през октомври 409 г. и Испания, където остават до 429 г., като прекосяват морето и достигат Северна Африка. Римляните, не успявайки да ги победят, отстъпват през 435 г. две мавритански провинции и западната половина на Нумидия. Но вандалите продължават да окупират римски провинции, като се превръщат във важна сила в Западна Европа.  След плячкосването на Рим през 455 г. вандалите превземат Корсика и Сардиния, които запазват до края на царството си през 533 г. През 476 г. Одоакър получава от вандалите по-голямата част от Сицилия като васален данък.  През 491 г. Теодорих Велики придобива контрол над целия остров, след като отблъсква вандалската инвазия и завладява последния им аванпост Лилибеум в западния край на острова.
Готската война се води между остготите и Източната Римска империя, известна още като Византийска империя. Сицилия е първата част на Италия, превзета от генерал Велизарий, изпратен от император Юстиниан I. Сицилия става база за византийското завладяване на останалата част от Италия, като Неапол, Рим, Милано и столицата на остготите Равена падат в рамките на пет години Новият крал на остготите Тотила се спуска на юг по италианския полуостров, ограбвайки и завладявайки Сицилия през 550 година. Тотила на свой ред е победен и убит в битката при Тагинае от византийския генерал Нарсес през 552 г.
Когато Равена е превзета от лангобардите в средата на VІ век, Сиракуза се превръща в основния западен аванпост на Византия. Латинският език постепенно е изместен от гръцкия като национален език и са възприети гръцките обреди на Източната църква.
Византийският император Констант II решава през 663 г. да се премести от столицата Константинопол в Сиракуза и на следващата година предприема нападение от Сицилия срещу ломбардското херцогство Беневенто, което тогава владее по-голямата част от Южна Италия. Слуховете, че столицата на империята ще бъде преместена в Сиракуза, заедно с други фактори вероятно струват живота на Констант – той е убит през 668 г. Синът му Константин IV Погонат го наследява, като кратката узурпация в Сицилия от страна на Мизизий е бързо потушена от новия император.
От края на VII век Сицилия заедно с Калабрия формират византийската тема Сицилия.

### Мюсюлмански период
През 826 г. Евфимий, командир на византийския флот в Сицилия, принуждава една монахиня да се омъжи за него. Император Михаил II научава за това и заповядва на генерал Константин да накаже Евфимий, като му отреже носа. Евфимий въстава, убива Константин и след това окупира Сиракуза; но скоро е победен и прогонен в Северна Африка.
Там Евфимий иска помощ от Аглабидския емир на Тунис, за да си върне острова; в резултат е изпратена сборна ислямска армия от араби, бербери, критски сарацини и перси. Завладяването е трудно; местното население се съпротивлява ожесточено, а сред мюсюлманите бушуват раздори и се води вътрешна борба за влияние. Ислямското завоюване на Сицилия отнема повече от един век и макар и практически завършено към 902 г., последните византийски крепости устояват до 965 г.
По време на Сицилианския емират избухват непрекъснато бунтове сред византийските сицилианци, особено на изток, а част от земите дори са възвърнати за кратко на Византия. В Сицилия са внесени селскостопански култури като портокали, лимони, шамфъстък и захарна тръстика. На местните християни е разрешена свобода на вероизповеданието и на техните владетели е наложен данък джизие (данък върху немюсюлманите, наложен от мюсюлманските владетели), срещу което получават правото да практикуват религията си, но частно. Не след дълго обаче Сицилианският емират започва да се разпада, тъй като сред мюсюлманските управници няма единство.
През XI век феодалните владетели в континенталната част на Южна Италия започват да наемат на служба нормански войници, които са християнски потомци на викингите; именно норманите на Рожер I отвоюват Сицилия от мюсюлманите. След като превзема Апулия и Калабрия, той окупира Месина с армия от 700 рицари. През 1068 г. Робер Гискар и неговите воини побеждават мюсюлманите при Мизилмери, но най-решаващата битка е обсадата на Палермо, след която е установен пълен нормански контрол над Сицилия през 1091 г..
Много историци напоследък твърдят, че норманското завладяване на ислямска Сицилия (1060 – 91) може да се разглежда като начало на кръстоносните походи. 

### Викингски период
През 860 г., според разказ на нормандския монах Дудо от Сен-Куентин, викингска флота, вероятно под командването на Бьорн Железния и Хастейн, превзема Сицилия.
Много норвежци се бият като наемници в Южна Италия, включително варяжката гвардия, командвана от Харалд Хардрада, по-късно крал на Норвегия. Той завладява Сицилия между 1038 и 1040 г. с помощта на нормански наемници, предвождани от Вилхелм Отвил, който печели прозвището си Желязната ръка, побеждавайки емира на Сиракуза в личен двубой, и контингент лангобарди, воден от Ардуин. За първи път през 936 г. варягите са използвани за наемници в Италия срещу арабите и в Швеция са издигнати паметни плочи в памет на воини, загинали в Земята на лангобардите (Langbarðaland), Южна Италия на старонорвежки.
По-късно в норманското завладяване на Южна Италия участват няколко англо-датски и норвежки благородници като Едгар Етелинг, който напуска Англия през 1086 г.  и Джарл Ерлинг Скаке, който получава прозвището си („Скаке“), което означава наведена глава, след битка срещу арабите в Сицилия. От друга страна, много англо-датски бунтовници, бягащи от Уилям Завоевателя, се присъединяват към византийците в борбата им срещу Робер Гискар, херцог на Апулия, в Южна Италия. 

## Развито средновековие

### Нормански период (1091 – 1194)
Палермо продължава да е столица и при династията Отвили. Синът на Рожер, Рожер II, в крайна сметка успява да обяви острова за кралство през 1130 г., като присъединява към него владените от него Малта и земи в Южна Италия. През този период Сицилианското кралство е проспериращо и мощно, превръщайки се в една от най-богатите държави в цяла Европа; дори по-богата от Англия.
Норманските крале разчитат най-вече на местното сицилианско население за по-важните правителствени и административни позиции. Първоначално като административни езици се използват гръцкият, арабският и латинският език, докато норманският е езикът на кралския двор. За отбелязване е, че през този период пристигат имигранти от Франция, Северна Италия и Кампания и населението в крайна сметка се латинизира в езиково отношение, докато по отношение на църквата става изцяло римокатолическо, макар по-рано при византийците да е било преобладаващо източнохристиянско.
Най-съществените промени, внесени от норманите в Сицилия, са в религията, езика и населението. Почти от момента, в който Рожер I завладява голяма част от острова, се насърчава имиграцията на хора от Северна Европа, Франция, Северна Италия и Кампания. В по-голямата си част те са ломбардци, които говорят простонароден латински език и по-склонни да почитат западната църква. С течение на времето Сицилия се появява сицилиански език – разновидност на латинския език, с която се отличава островът.
Внукът на Рожер II, Вилхелм II (Вилхелм Добрия), управлява от 1166 до 1189 година. Най-голямото му наследство е сградата на катедралата в Монреале, може би най-добре оцелелият пример на сикуло-норманска архитектура. През 1177 г. се жени за английската принцеса Джоан (известна още като Йоана), дъщеря на крал Хенри II и сестра на Ричард Лъвското сърце.
Когато Вилхелм умира през 1189 г. без да остави наследник, това на практика означава край на наследяването на кралството от династия Отвил. Няколко години по-рано дъщерята на Рожер II Констанс Сицилианска (леля на Вилхелм II) е сключила брак с Хайнрих VI от династия Хоенщауфен, което означава, че кралството сега законно ще премине към него. Подобен развой е неприемлив за местните барони, чийто избраник е Танкред (Tancred of Sicily), незаконен внук на Рожер II. По време на своето кратко управление той успява да потуши бунтовете, да спре военната инвазия на армията на Хайнрих VI и дори да плени Констанс, но папата го принуждава да я освободи.

### Управление на Хоенщауфен (1194 – 1266)
Танкред умира през 1194 г., точно когато Хайнрих VI и Констанс пътуват на юг по италианския полуостров, за да претендират за короната си. Хайнрих влиза в Палермо начело на голяма войска без да срещне съпротива, като по този начин управлението на династия Отвил се сменя с управление на южногерманската (швабска) династия Хоенщауфен. Точно когато Хайнрих VI е коронясан за крал на Сицилия в Палермо, Констанс ражда сина им Фридрих II (наричан понякога Фридрих I от Сицилия).
Фридрих е отгледан в Палермо и подобно на дядо си Рожер II проявява интерес към науката и литературата. Когато започва да управлява кралството създава един от най-ранните университети в Европа (в Неапол), пише книга за соколи (De arte venandi cum avibus, един от първите наръчници, основани на научно наблюдение, а не на средновековна митология). Той провежда мащабна законова и административна реформа, с която официално разделя църквата от държавата и прилага правосъдието еднакво към всички класи на обществото. Покровител е на Сицилианска школа в поезията, в която за първи път се използва италианска форма на простонародния латински език за литературна изява, създавайки стандарт, който може да се чете и използва на целия полуостров.
Отношенията на Фридрих II с папската държава са сложни. За да угоди на папите, които не толерират практикуването на ислям в сърцето на християнството, той въвежда много репресивни мерки, което води до бунт на мюсюлманите в Сицилия. Вълненията предизвикат организирана съпротива и систематични репресии, с което се предизвестява краят на толерирането на исляма в Сицилия. Бунтовете отшумяват, но директният папски натиск принуждава Фридрих II да прехвърли всички мюсюлмански поданици дълбоко в италианската провинция, в Лучера. През 1224 г. Фридрих II прогонва малцината останали мюсюлмани от Сицилия.
Фридрих II е наследен първо от сина си Конрад, а след това от незаконния си син Манфред, който по същество узурпира короната (с подкрепата на местните барони), докато легитимният син на Конрад Конрадин е още непълнолетен. Уникална особеност на всички швабски крале на Сицилия, може би свързана с техните сикуло-нормански прадеди, е предпочитанието им да запазват отряд от сарацински войници като своя лична доверена войска. Тази практика, наред с други, обяснява постоянния антагонизъм между папството и династия Хоенщауфен, който е част от по-широкия конфликт между гвелфи и гибелини.

## Късно средновековие

### Династия Анжу и Сицилианската вечерня
През 1266 г. херцог Шарл I Анжуйски с подкрепата на папата повежда армия срещу Сицилианското кралство. Двете страни се срещат в битката при Беневенто (1266 г.) близо до северната граница на кралството. Крал Манфред е убит в битката, а папа Климент IV коронясва Шарл за крал. Със смъртта на Манфред управлението на династия Хоенщауфен приключва и започва управлението на Анжуйската династия.
Растящото недоволство срещу френската окупация и високите данъци избухват в антифренско въстание през 1282 г. (Сицилианска вечерня), което постига успех, след като бароните на острова получават подкрепа от арагонския крал Педро III, който е сключил брак с Констанс, дъщерята на Манфред. Именно поради тази причина сицилианските барони на практика го поканват за крал и той е коронясан, но само на островната част. Така кралство Сицилия се разделя на две, защото Шарл Анжуйски продължава да управлява континенталната част, която става кралство Неапол. Въпреки това той и наследниците му от Анжуйската династия никога не се отказват от титлата „крал на Сицилия“ и официално наричат държавата си „кралство Сицилия“.
Последвалата война на Сицилианската вечерня продължава до мира в Калтабелота, сключен през 1302 г., въпреки че враждебните действия не спират в продължение на 90 години. С двама крале, които претендират за титлата „крал на Сицилия“, островното кралство приема името „Тринакрия“. По същото време арагонските владетели на остров Сицилия продължават да се наричат „крал на Сицилия“. Това разцепление трае около 500 години и в крайна сметка приключва със създаването на кралството на двете Сицилии в началото на XIX век.

### Арагонски период
Синът на Педро III, Федериго II Сицилийски (известен още като Фредерик II от Сицилия) царува от 1298 до 1337 година. За целия XIV век Сицилия по същество е независимо кралство, управлявано от роднини на арагонските крале, но пред света те са легитимни сицилиански крале. Сицилианският парламент, който съществува вече един век, продължава да функционира с широки правомощия и отговорности.
През този период възниква усещането за сицилиански народ и нация, тоест населението вече не се разделя по етнически признак. Каталонският и арагонският са езиците на кралския двор, а сицилианският е езикът на парламента и широката публика. Тези обстоятелства продължават до 1409 г., когато поради прекъсване на сицилианската линия на династията Арагон, сицилианският престол става част от короната на Арагон.
Първият университет на острова е основан в Катания през 1434 г. Антонело да Месина е най-големият художник на Сицилия от този период.

## Испански период
С обединението на короните на Кастилия и Арагон през 1479 г. Сицилия вече се управлявана директно от испанските крале, които назначават губернатори и вицекрале. През следващите векове властта на острова се концентрира в ръцете на неголям брой местни барони.
Вицекралят е затруднен от дистанцията и лошата комуникация с кралския двор в Мадрид. Поради това се оказва почти невъзможно той да изпълнява исканията на короната от една страна, и да задоволи стремежите на сицилианците от друга; същата ситуация се наблюдава и в испанските колонии в Латинска Америка. Вицекралете осигуряват териториален контрол и се стремят да гарантират лоялността на васалите чрез покровителство под формата на раздаване на постове и безвъзмездни помощи от името на краля. Освен чрез тях, монархията упражнява властта си и чрез кралските съвети и други независими образувания, като агентите на инквизицията и ревизорите (инспектори). Местните сфери на кралското влияние никога не са дефинирани ясно и различни местни политически образувания в рамките на тази система се конкурират за власт, което прави Сицилия често неуправляема. 
Златно време за износа на пшеница е XVI век. Инфлацията, бързият ръст на населението и международните пазари носят икономически и социални промени на Сицилия. През XVII век силно нараства износът на коприна и измества пшеницата от първото място. Между 1590 и 1650 година процъфтява вътрешната колонизация и феодалните аристократи основават нови селища. Това предизвиква преразпределение на населението далеч от по-големите градове обратно към провинцията. 
Бароните се възползват от увеличеното население и създават нови богатства, предимно с доходите от пшеница, а новите села се обитават предимно от безимотни работници. Богатството дава социална и политическа известност на много семейства. Първоначално гражданите приветстват процеса на населяване на провинцията като начин за справяне с бедността, но в същото това време губят политически и административен контрол над селските райони. 
През 1656 г. избухва страшна епидемия на Черната смърт, последвана от пагубно земетресение през 1693 година в източната част на острова. Сицилия често е атакувана от варварски пирати от Северна Африка. Последвалото възстановяване е свързано с отличителния архитектурен стил, известен като сицилиански барок. Периодите на управление от страна на династия Савоя (1713 – 1720), а след това на австрийските Хабсбурги са последвани от съюз с Кралство Неапол (1734) по време на управлението на Дон Карлос Бурбон (по-късно станал Карлос III на Испания).

## Бурбонски период
Бурбонските крале официално пребивават в Неапол, с изключение на кратък период през Наполеоновите войни между 1806 и 1815 г., когато кралското семейство живее в изгнание в Палермо. Сицилианските благородници приветстват британската военна намеса и разработват нова конституция, базирана на модела на управление на Уестминстър. Британците имат интерес от стабилност в кралство Сицилия, за да поддържат средиземноморските си операции срещу французите. Британците изпращат няколко военни експедиции между 1806 и 1815 г. и изграждат силни укрепления около Месина.
Кралствата на Неапол и Сицилия са официално обединени през 1816 г. в Кралство на двете Сицилии от Фердинанд I . Възкачването на трона на Фердинанд II като крал през 1830 г. е приветствано от сицилианците; те се стремят към автономия и възлагат големи надежди на графа на Сиракуза, брат на краля и главнокомандващ в Сицилия.
Кралското правителство в Неапол разглежда проблема на Сицилия като чисто административен, въпрос на правилното функциониране на съществуващите институции. Неаполитанските министри нямат интерес към сериозни реформи. Провалът на Фердинанд, довел до разочарование и бунт от 1837 г., се дължи главно на това, че той не се опитвал да получи подкрепата на сицилианската средна класа, с което да противостои на силата на бароните.
Тлеещото народно недоволство от управлението на Бурбоните и стремежът към независимост на Сицилия пораждат редица бунтове през 1820 и 1848 г., насочени срещу отказа от конституционно управление. През целия XIX век Месина подслонява привържениците на независимостта, които произхождат от разнообразни среди: занаятчии, работници, студенти, духовници, масони и синове на английски, ирландски и други заселници Безредиците от 1847 – 48 г. получават широка подкрепа в Месина и в хода им възниква организирана структура и съзнание за необходимостта от разпространение на борбата из цяла Сицилия. Революцията от 1848 г. в италианските държави избухва първо в Сицилия през януари 1848. Провъзгласена е независимост от Бурбоните, създадена е либерално-демократична конституция, издигнат е призив за обединение на италианските държави. Бунтовниците устояват само 16 месеца, след което армията на Бурбоните овладява положението на 15 май 1849 г. Това води до по-нататъшно потисничество и създава извън Сицилия диаспора от месински и сицилиански революционери, а островът остава под контрола на реакционно правителство. Бомбардировките на Месина и Палермо спечелват на Фердинанд II прозвището „Цар Бомба“.  Краят на господството на Бурбоните настъпва дванадесет години по-късно по време на Рисорджименто през 1860 – 61 г.

## Ново време

### Обединение на Италия
В средата на XIX век започва период от италианската история, известен като Рисорджименто (Възраждане). Избухват редица революции, особено през 1848 – 1849 г. и се повежда война за италианската независимост. След похода на хилядата през 1860 г. начело с Джузепе Гарибалди Сицилия е слята с кралство Сардиния.
Последният бурбонски крал бяга в изгнание и Гарибалди управлява държавата като диктатор до 1861 г. След това се провежда плебисцит, в който мнозинството се изказва за присъединяване към кралство Сардиния-Пиемонт, което се влива през 1861 г. в Кралство Италия, управлявано от кралете от Савойската династия. Така пиемонтският крал Виктор Емануил II става крал на почти цяла Италия (без Венеция и Рим) и е приета нова, либерална конституция.
Местните елити в Сицилия обаче системно се противопоставят и обезсилват усилията на националното правителство за модернизиране на традиционната икономика и политическа система. Те осуетяват усилията на правителството за създаване на нови общински съвети, нови полицейски сили и либерална съдебна система. Освен това многократните бунтове показват недоволството сред селяните.
През 1866 г. Палермо въстава срещу Италия. Градът е бомбардиран от италианския флот, който пристига на 22 септември под командването на Рафаеле Кадорна. Италианските войници набързо се разправят с бунтовниците и отново завземат острова.
В цяла Южна Италия и в Сицилия се провежда ограничена, но дълга партизанска война срещу обединението (от 1861 до 1871), която принуждава правителството да отговори с военни репресии. Партизаните са неорганизирани и правителството ги счита за „разбойници“ („Brigantaggio“). В продължение на няколко години Сицилия (и Южна Италия) са във военно положение и населението е обект на жестока репресия от страна на италианската армия, която екзекутира и праща в затвора десетки хиляди, разрушава села и депортира хора.

#### Емиграция
Сицилианската икономика не се адаптира лесно към обединението и конкуренцията от страна на северната индустрия осуетява опитите за индустриализация на юг. Докато народът страда от безработицата, въвеждането на нови форми на данъчно облагане и особено от въведената задължителна военна служба в новото кралство, сицилианската икономика е в упадък, което води до безпрецедентна вълна на емиграция.
Нежеланието на сицилианските мъже да позволяват на жените да работят означава, че жените обикновено си остават вкъщи, като поради ограниченията на траура самотата им често се увеличава. Въпреки това, жените играят важна роля в изхранването на семейството, подбирането на съпруги за своите синове и работата на полето в помощ на съпрузите си. 
През 1894 г. трудовата агитация чрез радикалната лява организация Фаши Сицилиани (Сицилийски работнически съюзи) отново води до налагането на военно положение.

### Началото на XX век и Втората световна война
Поради неспособността на италианската държава да се наложи в периферния регион на кралството в края на 19 век, сицилианската мафия, известна като Коза ностра, се превръща в съществена част от социалната структура. Упадъкът на феодалните отношения позволява да се появи нова средна класа безскрупулни имотни предприемачи, които печелят от продажбата на феодални, църковни и общински земи и създават система на зависимост сред селяните. Правителството е принудено да прави компромиси с тези „буржоазни мафиози“, които използват насилие, за да наложат своя закон, манипулират традиционния феодален език и действат като посредници между обществото и държавата. 
По време на фашизма Сицилианската мафия се бие на страната на правителството на Бенито Мусолини, който изпраща на острова префекта Чезаре Мори. Мафията постепенно успява да разшири своето влияние във всички сектори и в голяма част от острова (а много от главатарите и емигрират в чужбина, особено в САЩ). След като Мусолини идва на власт през 1920-те години, той започва яростна борба с организираната престъпност, но престъпните структури се възстановяват бързо след съюзническото нахлуване в Сицилия през юли 1943 г., по време на Втората световна война, след като съюзниците освобождават арестуваните мафиотски лидери с погрешното схващане, че те са политически затворници. 
Коза Ностра остава тайна престъпна организация с имитираща държавата структура. Тя използва насилието като инструмент за контрол, екзекутирайки членовете, които нарушават правилата, както и външни лица, които заплашват организацията или не са съгласни да сътрудничат. През 1984 г. италианското правителство започва да провежда силна антимафиотска политика, която се стреми да премахне организацията, като преследва нейните лидери. 
Тъй като Сицилия е превзета от съюзническите армии със сравнително малко боеве, германските и италианските войски се спасяват на континента до голяма степен без загуби. Контролът над Сицилия дава на съюзниците база, от която да се придвижат на север през Италия. Освен това островът става ценна тренировъчна площадка за мащабни амфибийни операции – уроци, които са от съществено значение за нахлуването в Нормандия. 

### Следвоенен период
След известно политическо безредие през 1946 г. съгласно новата италианска конституция Сицилия става автономен регион със собствен парламент и избран президент.
Латифундиите (големи феодални земеделски имения) са премахнати чрез мащабна поземлена реформа, финансирана от Cassa per il Mezzogiorno, Фонд за развитие на италианското правителство за Юга (1950 – 1984 г.), която премахва по-малките стопанства през 1950 – 1962 г.,. 
Сицилия се появява отново в заглавията през 1992 г., когато бруталното убийство на двама магистрати, борещи се срещу мафията, Джовани Фалконе и Паоло Борселино, предизвиква общ подем в италианския политически живот.
През 21 век Сицилия и околните ѝ острови са цел за множество бежанци и мигранти от Северна Африка.